# Třebichovice
Obec Třebichovice se nachází v okrese Kladno, kraj Středočeský. Rozkládá se asi šest kilometrů severně od Kladna. Leží na úpatí Vinařické horky na levém břehu Knovízského potoka. V obci, ke které patří vesnice Saky, žije 582 obyvatel.

## Historie
Vykopávky prováděné v sedmdesátých letech 19. století potvrdily pravěké a starověké osídlení zdejšího území (nálezy z třebichovické cihelny představují eponymní lokalitu tzv. Vinařické skupiny).
První písemná zmínka o vesnici pochází z roku 1324. Obec byla původně spojena s obcí Hrdlív, ale počátkem 20. století byla rozdělena a po druhé světové válce k ní byla připojena vesnice Saky.

### Územněsprávní začlenění
Dějiny územněsprávního začleňování zahrnují období od roku 1850 do současnosti. V chronologickém přehledu je uvedena územně administrativní příslušnost obce v roce, kdy ke změně došlo:
- 1850 země česká, kraj Praha, politický i soudní okres Slaný[4]
- 1855 země česká, kraj Praha, soudní okres Slaný[4]
- 1868 země česká, politický i soudní okres Slaný[4]
- 1939 země česká, Oberlandrat Kladno, politický i soudní okres Slaný[5]
- 1942 země česká, Oberlandrat Praha, politický i soudní okres Slaný[6]
- 1945 země česká, správní i soudní okres Slaný[7]
- 1949 Pražský kraj, okres Slaný[8]
- 1960 Středočeský kraj, okres Kladno[9]

### Rok 1932
V obci Třebichovice (810 obyvatel) byly v roce 1932 evidovány tyto živnosti a obchody: nákladní autodoprava, 3 cihelny, galanterie, holič, 4 hostince, kovář, krejčí, 3 mlýny, obuvník, pekař, 2 porodní asistentky, 4 rolníci, 2 řezníci, 3 obchody se smíšeným zbožím, obchod se střižním zbožím, švadlena, 3 trafiky, truhlář.

## Části obce
- Třebichovice
- Saky

## Doprava
Obcí prochází silnice II/118 v úseku Kladno–Slaný. Železniční trať ani stanice na území obce v současnosti nejsou. Do roku 1982 vedla přes Třebichovice a Saky železniční trať Zvoleněves – Kladno-Dubí, nyní v katastru obce zcela snesená. Dochovaný úsek z Kladna-Dubí sice končí ve stanici Vinařice téměř na okraji Třebichovic, slouží však pouze jako příležitostné nákladní napojení tamního skladu státních hmotných rezerv. Nejblíže obci je pro osobní dopravu železniční stanice Kladno-Dubí ve vzdálenosti čtyř kilometrů na trati Kralupy nad Vltavou – Kladno. V roce 2011 v obci zastavovaly autobusové linky Libušín,Důl Kladno – Třebichovice – Smečno (tři spoje tam i zpět), Slaný–Smečno (tři spoje tam i zpět) a MAD Kladno, linka č. 9: Kladno, Okrsek 4 – Slaný, Arbesova (37 spojů tam i zpět) dopravců ČSAD Slaný a ČSAD MHD Kladno.

## Pamětihodnosti

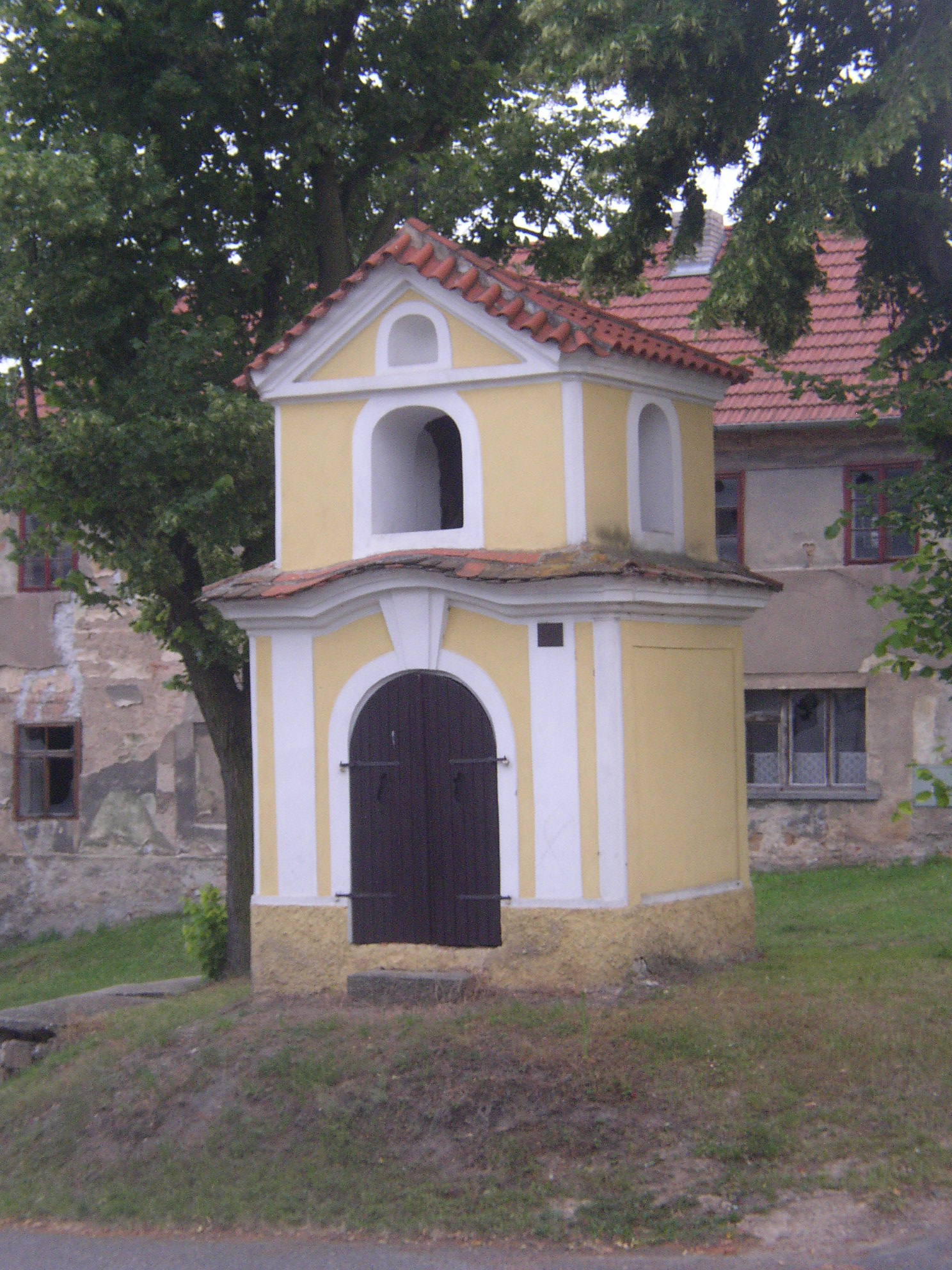
Kaplička ve Třebichovicích

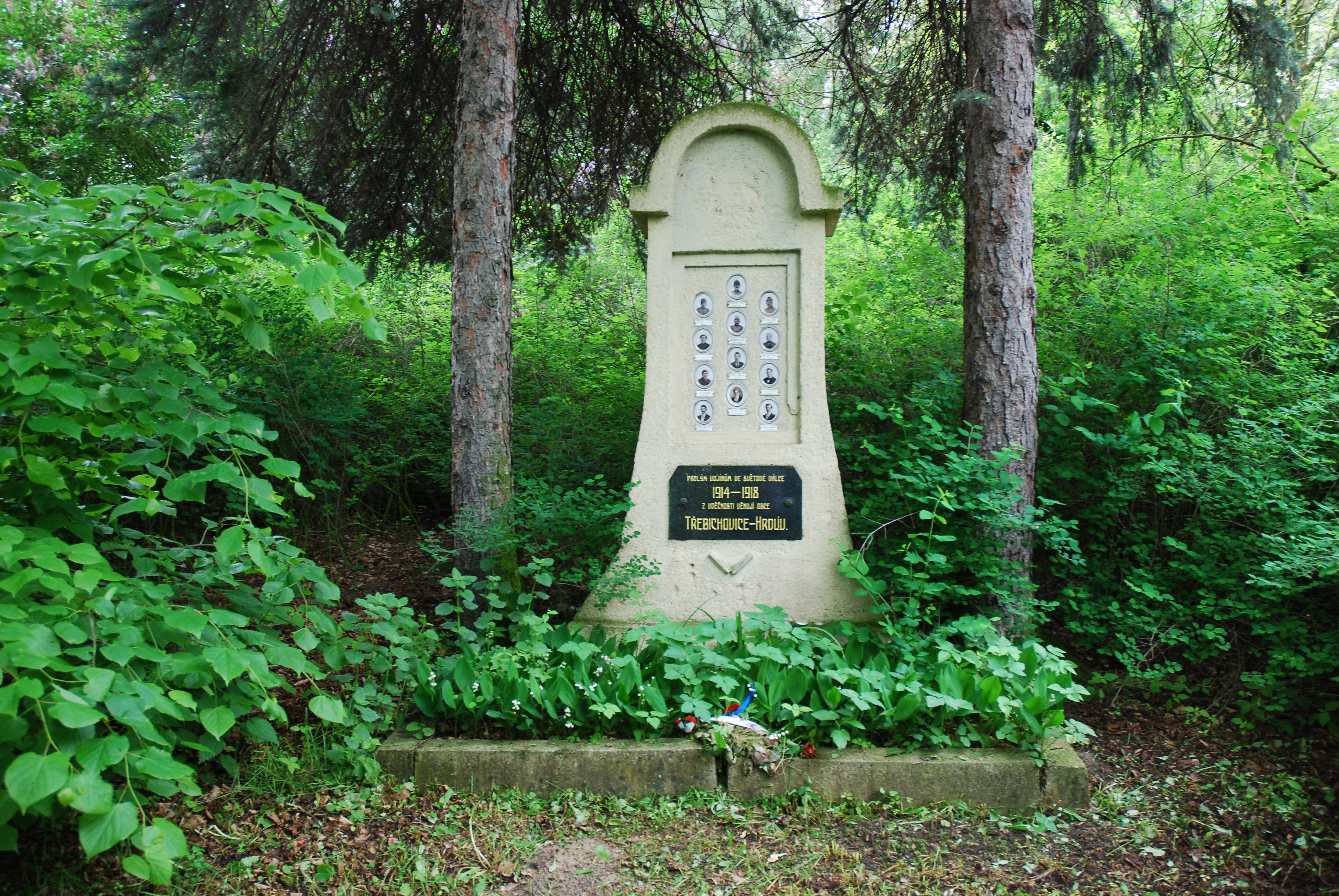
Pomník padlým v první světové válce

- Kaplička ve středu obce; zvonilo se v ní až do druhé světové války, kdy byl zvon rekvírován.
- Usedlost čp. 11
- Pomník padlým v první světové válce
- Přírodní památka Třebichovická olšinka

## Rodáci
- Ivo Pelant (* 1953), scenárista
- Bedřich Neumann (3. duben 1891 Třebichovice, okr. Slaný – 16. červenec 1964 Londýn), náčelník štábu Československé vojenské správy ve Francii (1. 2. 1940 – 12. 6. 1940), brigádní generál, krycí jméno Miroslav